# HD 175541 b
HD 175541 b (بالإنجليزية: HD 175541 b)‏ الذي يرمز له بالرمز HD 175541b، هو كوكب خارج المجموعة الشمسية، في كوكبة الحية، يتبع HD 175541 ‏.

## الاكتشاف
اكتشف في 10 أبريل 2007.